# Kanton Fontoy
Fontoy' is een voormalig kanton van het Franse departement Moselle.

## Geschiedenis
Het kanton maakte tot 1 januari 2015 deel uit van het arrondissement Thionville-Ouest, dat op die dag werd opgeheven. Op 22 maart 2015 werd het kanton opgeheven en werden de gemeenten bij het kanton Algrange gevoegd.

## Gemeenten
Het kanton Fontoy omvatte de volgende gemeenten:
- Angevillers
- Audun-le-Tiche
- Aumetz
- Boulange
- Fontoy (hoofdplaats)
- Havange
- Lommerange
- Ottange
- Rédange
- Rochonvillers
- Russange
- Tressange